# Zdenko Zorko
Zdenko Zorko (Zagreb, 18 de agosto de 1950) fue un jugador de balonmano croata que jugó de portero. Su último club fue el RK Zagreb, en el que disputó la mayoría de su carrera.
Fue un componente habitual de la Selección de balonmano de Yugoslavia, con la que logró la medalla de oro en los Juegos Olímpicos de Múnich 1972. Después de su retirada ha sido entrenador en algunos equipos, siendo su especialidad la de entrenador de porteros. De hecho, fue el entrenador de porteros de la Selección de balonmano de Croacia entre 1991 y 2008, siendo parte así, de las medallas de oro en los Juegos Olímpicos de Atlanta 1996 y los Juegos Olímpicos de Atenas 2004, así como de otras muchas medallas más.
De 2011 a 2013 ocupó el mismo puesto en la selección croata.

## Clubes

### Como jugador
- RK Zagreb (1967-1972)
- RK Medvešcak (1972-1976)
- RK Celje (1976-1978)
- RK Zagreb (1978-1983)

### Como entrenador
- RK Zagreb (1985-1988)
- RK Borac Zagreb (1988-1989)
- RK Celje (1989-1990)
- Industrogradnja (1990-1992)
- Selección de balonmano de Croacia (1991-2008) (como entrenador de porteros)
- RK Lokomotiva Zagreb (1993-1997)
- RK Zagreb (1999-2000)
- Pfadi Winterthur (2000-2001)
- VfL Gummersbach (2001-2011) (como entrenador de porteros)
- RK Lokomotiva Zagreb (2012- ) (como entrenador de porteras)
- Selección de balonmano de Croacia (2011-2013) (como entrenador de porteros)